# The Young Victoria
The Young Victoria er en britisk, historisk dramafilm fra 2009, instrueret Jean-Marc Vallée og produceret af Martin Scorsese. Filmen har Emily Blunt i titelrollen som den unge dronning Victoria.

## Medvirkende
- Emily Blunt
- Miranda Richardson
- Jim Broadbent
- Paul Bettany
- Mark Strong
- Rupert Friend
- Thomas Kretschmann
- Julian Glover
- Michael Maloney
- Rachael Stirling